# Отмица мушкарца (ТВ серија)
Отмица мушкарца је српска телевизијска серија која је требало да се премијерно емитује на Првој телевизији.

## Радња
Адвокат предузећа. Градимир Марковић годинама жели искрену и праву љубав. Јесењег дана, у предузећу долази нова чиновница, Слађана Јанковић. Њен долазак ће у њему пробудити варнице. Он не прекида везу са удатом женом Радмилом Милошевић, не слутећи да ће Радмила стати између њега и Слађане.

## Улоге
| Глумац                  | Улога             |
| ----------------------- | ----------------- |
| Милош Биковић           | Градимир Марковић |
| Бранкица Себастијановић | Слађана           |
| Тијана Чуровић          | Гордана           |
| Милена Живановић        | Вукица            |
| Мина Лазаревић          | Градимирова мама  |
| Зоран Цвијановић        | Градимиров тата   |
| Даница Максимовић       | Слађанина мама    |
| Љубомир Булајић         | Никица            |
| Вања Милачић            | Радмила           |
| Ненад Јездић            | Мика              |
| Маријана Андрић         | Марица            |
| Бојан Перић             | Гвидо             |
| Сунчица Милановић       | Наташа            |
| Тања Бошковић           | Наташина мајка    |
| Нађа Стјепановић        | Лили              |